# Pseudoligosita krygeri
Pseudoligosita krygeri is een vliesvleugelig insect uit de familie Trichogrammatidae. De wetenschappelijke naam is voor het eerst geldig gepubliceerd in 1929 door Girault.